# 南葛飾郡

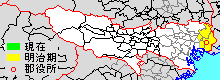
東京府南葛飾郡の範囲

南葛飾郡（みなみかつしかぐん）は、東京府にあった郡。
郡名はそれまでの武蔵国葛飾郡を埼玉県に属する地域と東京府に属する地域に分けた際、北にあたる埼玉県側を北葛飾郡、南にあたる東京府側を南葛飾郡としたことによる。

## 郡域
南葛飾郡のあった概ねの範囲を、現在の行政区画で記す。すべて東京都に所属。
- 葛飾区（全域）
- 江戸川区（公有水面埋立地を除く全域）
- 墨田区の一部（堤通、東向島、京島、文花以東および押上の一部）
- 江東区の一部（公有水面埋立地を除く横十間川以東および東陽）
- 足立区の一部（柳原）

## 歴史
古代の下総国葛飾郡南部が中世に入って葛西・葛東となり、さらに江戸期の利根川東遷事業によって利根川西岸になったことから武蔵国へ編入された地域を基にする。
内務省地理局が1878（明治11）年頃に編纂した「旧高旧領取調帳」には、6町114村（新田ほか含む）が記載されている（後述）。

### 郡発足までの沿革
- 「旧高旧領取調帳」に記載されている明治初年時点での、葛飾郡のうち後の当郡域の支配は以下の通り。幕府領の全域を代官・佐々井半十郎支配所が管轄した。●は村内に寺社領が存在。×は町地（町奉行支配地）と代官支配地の両方が存在。下記の他に請地村上知、新堀村上知、渋江村上知、西小松川村ノ内・網差新田、新宿町新田の記載が見られ、船堀村、宇喜田村を東西2村と数えると、6町114村が存在した。

| 知行   | 知行               | 村数      | 村名 |
| ------ | ------------------ | --------- | --- |
| 幕府領 | 幕府領             | 6町 103村 | ●上木下川村、●葛西川村、●小村井村、●隅田村、須崎村、若宮村、木下村、太郎兵衛新田、中田新田、又兵衛新田、砂村新田、八郎右衛門新田、小名木村、●寺島村、亀戸村、小梅村、善左衛門村、平井新田、×中ノ郷村、×南本所町、×北本所町、×深川町新田（深川町のことか）・常盤町、猟師町（隅田川河口に接する地域の総称）、鶴歩町、●請地村、押上村、大畑村、荻新田、大塚新田、亀高村、治兵衛新田、久左衛門新田、八右衛門新田、●大島村、平方村、越中島新田、猿江村、毛利新田、柳島村、石小田新田、伊予田村、細田村、曲金村、上小岩村、中小岩村、●下小岩村、亀有村、●青戸村、梅田村、●上小松村、西一之江村、新堀村、松本村、●船堀村（東船堀村、西船堀村が存在）、二ノ江村、桑川村、長島村、宇喜田村（東宇喜田村、西宇喜田村が存在）、川端村、四ツ木村、渋江村、上平井村、中平井村、奥戸村、奥戸新田、逆井村、下平井村、当代島村、原村、中原村、宝木塚村、鹿骨村、前野村、笹ヶ崎村、伊勢屋村、●下鎌田村、上鎌田村、下今井村、上今井村、奥之宮村（興ノ宮村の別表記か）、立石村、淡野須村、下小松村、●東小松川村、東一之江新田（東一之江村のことか）、一之江新田、西小松川村、本一色村、篠原村、堀切村、●小谷野村、柳原村、砂原村、上千葉村、●下千葉村、小菅村、●金町村、鎌倉新田、柴又村、小岩田村、上小合村、小合新田、新宿町、上一色村、猿ヶ俣村、飯塚村、下小合村、上篠崎村、谷河内村 |
| 幕府領 | 幕府領・一橋徳川家 | 3村       | 海辺新田、永代新田、千田新田 |
| 幕府領 | 幕府領・旗本領     | 1村       | ●下篠崎村 |

- 慶応年間に鶴歩町、猟師町が町地に編入。（4町114村）
- 慶応4年7月10日（1868年8月27日） - 旧幕府代官の桑山効が武蔵知県事に就任。町地を除く後の当郡域を管轄。
- 明治元年
  - 11月5日（1868年12月18日） - 町地が東京府（第1次）に編入。
  - 12月23日（1869年2月4日） - 桑山効知県事が河瀬秀治に交代。
- 明治2年
  - 1月13日（1869年2月23日） - 河瀬秀治知県事の管轄区域に小菅県を設置。
  - 3月16日（1869年9月21日） - 50番組制を施行。
- 明治4年
  - 7月14日（1871年8月29日） - 廃藩置県により、小菅県のうち後の当郡域が東京府（第2次）に移管。
  - 11月28日（1872年1月8日） - 大区小区制を施行。
  - 深川町（のちの深川本村の区域）が古元町、南松代町を編入。（4町114村）
- 1876年（明治9年） - 地租改正により、町地が起立して以降は飛地となっていた中之郷村、南本所町、北本所町の代官支配地がそれぞれ南本所出村、北本所出村、中之郷出村として、深川町の代官支配地が深川本村、深川出村、六軒堀出村として独立。（1町119村）

### 郡発足後の沿革
- 1878年（明治11年）
  - 11月2日 - 郡区町村編制法の東京府での施行により、武蔵国葛飾郡のうち東京府に属する区域をもって南葛飾郡が発足。郡役所が小松川村大字逆井（現江戸川区小松川）に設置。江戸末期の朱引の内を東京府の管轄とし、それ以外を埼玉県の管轄とした。

- 1889年（明治22年）5月1日

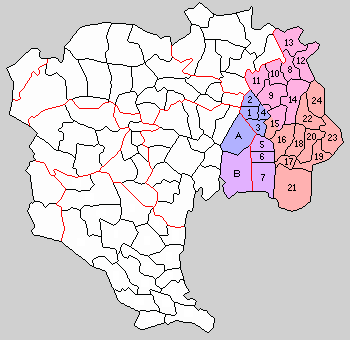
1.寺島村 2.隅田村 3.吾嬬村 4.大木村 5.亀戸村 6.大島村 7.砂村 8.新宿町 9.立石村 10.亀青村 11.南綾瀬村 12.金町村 13.水元村 14.奥戸村 15.平井村 16.小松川村 17.船堀村 18.松江村 19.瑞穂村 20.一之江村 21.葛西村 22.鹿本村 23.篠崎村 24.小岩村 A.本所区 B.深川区（青：墨田区 紫：江東区 赤：葛飾区 橙：江戸川区）

  - 町村制の施行により、以下の町村が発足。（1町23村）
    - 寺島村 ← 寺島村[1]、須崎村[2]、中ノ郷村[2]、請地村[3]、大畑村[4]、若宮村[5]、隅田村[6]（現墨田区）
    - 隅田村 ← 善左衛門村[7]、若宮村[8]、隅田村[9]、木ノ下村[10]、堀切村[11]、篠原村[12]、四ツ木村[13]、上木下川村[14]（現墨田区）
    - 吾嬬村 ← 請地村[15]、小村井村、葛西川村、大畑村[16]、寺島村[17]、亀戸村[18]、須崎村[19]（現墨田区）
    - 大木村 ← 大畑村[20]、木ノ下村[21]、上木下川村[22]、下木下川村、須崎村[23]、請地村[24]、寺島村[25]、善左衛門村[26]、渋江村[27]、川端村[28]（現墨田区、葛飾区）
    - 亀戸村 ← 亀戸村［大部分］、柳島村［大部分］、本所区 亀戸町、本所瓦町、本所五ノ橋町、本所松代町四丁目、小梅村［一部］、中ノ郷村［一部］、押上村［一部］、深川出村［一部］、北本所出村［一部］、南本所出村［一部］（現江東区）
    - 大島村 ← 深川本村［大部分］、中ノ郷出村、猿江村［大部分］、大島村［大部分］、小名木村、六間堀出村［大部分］、深川出村［大部分］、平方村、北本所出村［大部分］、南本所出村［大部分］、深川区 深川下大島町、深川上大島町の一部、小梅村［一部］、須崎村［一部］、亀戸村［一部］（現江東区）
    - 砂村 ← 又兵衛新田、荻新田、太郎兵衛新田、中田新田、大塚新田、亀高村、治兵衛新田、久左衛門新田［大部分］、八右衛門新田［大部分］、永代新田［大部分］、平井新田［大部分］、砂村新田、八郎右衛門新田、南本所出村［一部］（現江東区）
    - 新宿町（新宿町の大部分が単独町制、現葛飾区）
    - 立石村 ← 宝木塚村、篠原村[29]、四ツ木村[30]、渋江村[31]、川端村[32]、梅田村、中原村、淡野須村、立石村、原村、若宮村[31]、堀切村[33]、青戸村[34]（現葛飾区）
    - 亀青村 ← 砂原村[35]、亀有村[35]、青戸村[36]、上千葉村[37]（現葛飾区）
    - 南綾瀬村 ← 堀切村[38]、小谷野村、柳原村、小菅村、下千葉村、上千葉村[39]、隅田村[40]、砂原村[41]、亀有村[41]（現葛飾区、足立区）
    - 金町村 ← 柴又村、金町村（現葛飾区）
    - 水元村 ← 下小合村、上小合村、小合新田、猿ヶ又村、飯塚村（現葛飾区）
    - 奥戸村 ← 上小松村、下小松村、奥戸新田、奥戸村、細田村、曲金村、鎌倉新田、上一色村[42]、新宿町[43]（現葛飾区）
    - 平井村 ← 下平井村、中平井村、上平井村（現葛飾区、江戸川区）
    - 小松川村 ← 西小松川村[44]、逆井村、東小松川村[45]（現江戸川区）
    - 船堀村 ← 西船堀村、東船堀村、西宇喜田村[46]、桑川村[47]、西一ノ江村[48]、東小松川村[48]、西小松川村[49]（現江戸川区）
    - 松江村 ← 西一ノ江村[50]、東小松川村[51]、西小松川村[52]（現江戸川区）
    - 瑞穂村 ← 下今井村[53]、二ノ江村[54]、上今井村、下鎌田村、当代島村、前野村（現江戸川区）
    - 一之江村 ← 東一ノ江村、新堀村、一ノ江新田、谷河内村[55]、鹿骨村[56]（現江戸川区）
    - 葛西村 ← 西宇喜田村[57]、東宇喜田村、長島村、桑川村[58]、二ノ江村[59]、下今井村[60]（現江戸川区）
    - 鹿本村 ← 本一色村、興ノ宮村、松本村、鹿骨村[56]、上一色村[61]、谷河内村[62]（現江戸川区）
    - 篠崎村 ← 上鎌田村、伊勢屋村、下篠崎村、上篠崎村、笹ヶ崎村、鹿骨村[63]（現江戸川区）
    - 小岩村 ← 下小岩村、上小岩村、中小岩村、伊予田村、小岩田村（現江戸川区）
    - 須崎村[64]、北本所出村[65]、南本所出村[65]、押上村[66]、請地村[67]、中ノ郷村[68]、亀戸村[69]、小梅村[70]、柳島村[71]、深川本村[72]、八右衛門新田[73]、六間堀出村[74]が東京市本所区の一部となる。
    - 深川本村［一部］、猿江村［一部］、深川毛利新田、大島村［一部］、亀戸村［一部］、八右衛門新田［一部］、永代新田［一部］、海辺新田、久左衛門新田［一部］、平井新田［一部］、石小田新田、千田新田が東京市深川区の一部となる。
- 1890年（明治23年）5月10日 - 立石村が本田村に改称。（1町23村）
- 1895年 (明治28年) 4月1日
  - 篠崎村大字伊勢屋の内、大字上鎌田の内江戸川以東は千葉県東葛飾郡行徳町に編入。
  - 千葉県東葛飾郡行徳町大字大和田の内、大字東行徳の内江戸川以西は篠崎村に編入、大字欠真間の内、字前野及び字妙見島は瑞穂村に編入。[75]
  - 東葛飾郡浦安村大字堀江の内、江戸川以西は葛西村に編入。
- 1896年（明治29年）9月 - 台風接近に伴う集中豪雨により中川の堤防が決壊。南葛飾郡の浸水被害者は3万2637人[76]。
- 1899年（明治32年）7月1日 - 郡制を施行。
- 1900年（明治33年）7月19日（3町21村） 
  - 亀戸村が町制施行して亀戸町となる。
  - 大島村が町制施行して大島町となる。
- 1912年（大正元年）9月1日 - 吾嬬村が町制施行して吾嬬町となる。（4町20村）
- 1913年（大正2年）1月1日 - 瑞穂村・一之江村が合併して瑞江村となる。（4町19村）
- 1914年（大正3年）4月1日 - 荒川放水路設置に伴い町村再編。大木村、小松川村、平井村、船堀村が廃止。（5町15村）
  - 大木村の放水路以南が吾嬬町、放水路以北が本田村に分割編入。
  - 小松川村、船堀村の各放水路以西、平井村の放水路以南が合併し、小松川町を新設。
  - 小松川村の放水路以東[77]が松江村に編入。
  - 平井村の放水路以北[78]が奥戸村に編入。
  - 船堀村の放水路以東[79]が松江村に編入。
  - 隅田村の一部が本田村[80]及び南綾瀬村[81]に編入。
- 1921年（大正10年）7月1日 - 砂村が町制施行して砂町となる。（6町14村）
- 1923年（大正12年）
  - 4月1日
    - 郡会が廃止。郡役所は存続。
    - 寺島村が町制施行して寺島町となる。（7町13村）

  - 8月15日 - 隅田村が町制施行して隅田町となる。（8町12村）
- 1925年（大正14年）8月6日 - 金町村が町制施行して金町となる。（9町11村）
- 1926年（大正15年）
  - 4月1日 - 松江村が町制施行して松江町となる。（10町10村）
  - 7月1日 - 郡役所が廃止。以降は地域区分名称となる。
- 1928年（昭和3年）
  - 3月1日 - 本田村が町制施行して本田町となる。（11町9村）
  - 11月1日 - 南綾瀬村が町制施行して南綾瀬町となる。（12町8村）
  - 11月10日 - 小岩村が町制施行して小岩町となる。（13町7村）
- 1930年（昭和5年）11月3日 - 奥戸村が町制施行して奥戸町となる。（14町6村）
- 1932年（昭和7年）10月1日 - 全域が東京市に編入され（いわゆる「大東京市」設置）、下記の4区が発足。同日南葛飾郡消滅。東京府では1896年の郡の再編以来、初の郡消滅となった。（荏原郡・豊多摩郡・北豊島郡・南足立郡も同日消滅。東京府としては唯一。）
  - 向島区 ← 寺島町、隅田町、吾嬬町（現墨田区）
  - 葛飾区 ← 新宿町、金町、奥戸町、水元村、亀青村、南綾瀬町、本田町
  - 城東区 ← 亀戸町、大島町、砂町（現江東区）
  - 江戸川区 ← 小松川町、葛西村、松江町、瑞江村、鹿本村、篠崎村、小岩町

### 変遷表
| 明治22年以前 | 明治22年4月1日 | 明治22年 - 明治45年         | 大正元年 - 大正15年        | 大正元年 - 大正15年        | 昭和元年 - 昭和22年  | 昭和元年 - 昭和22年                  | 昭和元年 - 昭和22年           | 昭和元年 - 昭和22年           | 昭和22年5月3日 | 昭和23年 - 現在 | 現在     |
| ------------ | -------------- | --------------------------- | -------------------------- | -------------------------- | -------------------- | ------------------------------------ | ----------------------------- | ----------------------------- | -------------- | --------------- | -------- |
|              | 寺島村         | 寺島村                      | 大正12年4月1日 町制        | 大正12年4月1日 町制        | 寺島町               | 昭和7年10月1日 東京市に編入 向島区   | 昭和18年7月1日 東京都向島区   | 昭和22年3月15日 東京都墨田区  | 特別区制       | 墨田区          | 墨田区   |
|              | 隅田村         | 隅田村                      | 大正12年8月15日 町制       | 大正12年8月15日 町制       | 隅田町               | 昭和7年10月1日 東京市に編入 向島区   | 昭和18年7月1日 東京都向島区   | 昭和22年3月15日 東京都墨田区  | 特別区制       | 墨田区          | 墨田区   |
|              | 吾嬬村         | 吾嬬村                      | 大正元年9月1日 町制        | 大正元年9月1日 町制        | 吾嬬町               | 昭和7年10月1日 東京市に編入 向島区   | 昭和18年7月1日 東京都向島区   | 昭和22年3月15日 東京都墨田区  | 特別区制       | 墨田区          | 墨田区   |
|              | 大木村         | 大木村                      | 大正3年4月1日 吾嬬町に編入 | 大正3年4月1日 吾嬬町に編入 | 吾嬬町               | 昭和7年10月1日 東京市に編入 向島区   | 昭和18年7月1日 東京都向島区   | 昭和22年3月15日 東京都墨田区  | 特別区制       | 墨田区          | 墨田区   |
|              | 大木村         | 大木村                      | 大正3年4月1日 本田村に編入 | 大正3年4月1日 本田村に編入 | 昭和3年3月1日 町制   | 昭和7年10月1日 東京市に編入 葛飾区   | 昭和18年7月1日 東京都葛飾区   | 昭和18年7月1日 東京都葛飾区   | 特別区制       | 葛飾区          | 葛飾区   |
|              | 立石村         | 明治23年5月10日 改称 本田村 | 本田村                     | 本田村                     | 昭和3年3月1日 町制   | 昭和7年10月1日 東京市に編入 葛飾区   | 昭和18年7月1日 東京都葛飾区   | 昭和18年7月1日 東京都葛飾区   | 特別区制       | 葛飾区          | 葛飾区   |
|              | 亀青村         | 亀青村                      | 亀青村                     | 亀青村                     | 亀青村               | 昭和7年10月1日 東京市に編入 葛飾区   | 昭和18年7月1日 東京都葛飾区   | 昭和18年7月1日 東京都葛飾区   | 特別区制       | 葛飾区          | 葛飾区   |
|              | 水元村         | 水元村                      | 水元村                     | 水元村                     | 水元村               | 昭和7年10月1日 東京市に編入 葛飾区   | 昭和18年7月1日 東京都葛飾区   | 昭和18年7月1日 東京都葛飾区   | 特別区制       | 葛飾区          | 葛飾区   |
|              | 新宿町         | 新宿町                      | 新宿町                     | 新宿町                     | 新宿町               | 昭和7年10月1日 東京市に編入 葛飾区   | 昭和18年7月1日 東京都葛飾区   | 昭和18年7月1日 東京都葛飾区   | 特別区制       | 葛飾区          | 葛飾区   |
|              | 金町村         | 金町村                      | 大正14年8月6日 町制        | 大正14年8月6日 町制        | 金町                 | 昭和7年10月1日 東京市に編入 葛飾区   | 昭和18年7月1日 東京都葛飾区   | 昭和18年7月1日 東京都葛飾区   | 特別区制       | 葛飾区          | 葛飾区   |
|              | 南綾瀬村       | 南綾瀬村                    | 南綾瀬村                   | 南綾瀬村                   | 昭和3年2月1日 町制   | 昭和7年10月1日 東京市に編入 葛飾区   | 昭和18年7月1日 東京都葛飾区   | 昭和18年7月1日 東京都葛飾区   | 特別区制       | 葛飾区          | 葛飾区   |
|              | 奥戸村         | 奥戸村                      | 奥戸村                     | 奥戸村                     | 昭和5年11月3日 町制  | 昭和7年10月1日 東京市に編入 葛飾区   | 昭和18年7月1日 東京都葛飾区   | 昭和18年7月1日 東京都葛飾区   | 特別区制       | 葛飾区          | 葛飾区   |
|              | 平井村         | 平井村                      | 大正3年4月1日 奥戸村に編入 | 大正3年4月1日 奥戸村に編入 | 昭和5年11月3日 町制  | 昭和7年10月1日 東京市に編入 葛飾区   | 昭和18年7月1日 東京都葛飾区   | 昭和18年7月1日 東京都葛飾区   | 特別区制       | 葛飾区          | 葛飾区   |
|              | 平井村         | 平井村                      | 大正3年4月1日 小松川町     | 大正3年4月1日 小松川町     | 小松川町             | 昭和7年10月1日 東京市に編入 江戸川区 | 昭和18年7月1日 東京都江戸川区 | 昭和18年7月1日 東京都江戸川区 | 特別区制       | 江戸川区        | 江戸川区 |
|              | 小松川村       | 小松川村                    | 大正3年4月1日 小松川町     | 大正3年4月1日 小松川町     | 小松川町             | 昭和7年10月1日 東京市に編入 江戸川区 | 昭和18年7月1日 東京都江戸川区 | 昭和18年7月1日 東京都江戸川区 | 特別区制       | 江戸川区        | 江戸川区 |
|              | 小松川村       | 小松川村                    | 大正3年4月1日 松江村に編入 | 大正15年4月1日 町制        | 松江町               | 昭和7年10月1日 東京市に編入 江戸川区 | 昭和18年7月1日 東京都江戸川区 | 昭和18年7月1日 東京都江戸川区 | 特別区制       | 江戸川区        | 江戸川区 |
|              | 松江村         | 松江村                      | 松江村                     | 大正15年4月1日 町制        | 松江町               | 昭和7年10月1日 東京市に編入 江戸川区 | 昭和18年7月1日 東京都江戸川区 | 昭和18年7月1日 東京都江戸川区 | 特別区制       | 江戸川区        | 江戸川区 |
|              | 船堀村         | 船堀村                      | 大正3年4月1日 松江村に編入 | 大正15年4月1日 町制        | 松江町               | 昭和7年10月1日 東京市に編入 江戸川区 | 昭和18年7月1日 東京都江戸川区 | 昭和18年7月1日 東京都江戸川区 | 特別区制       | 江戸川区        | 江戸川区 |
|              | 船堀村         | 船堀村                      | 大正3年4月1日 小松川町     | 大正3年4月1日 小松川町     | 小松川町             | 昭和7年10月1日 東京市に編入 江戸川区 | 昭和18年7月1日 東京都江戸川区 | 昭和18年7月1日 東京都江戸川区 | 特別区制       | 江戸川区        | 江戸川区 |
|              | 小岩村         | 小岩村                      | 小岩村                     | 小岩村                     | 昭和3年11月10日 町制 | 昭和7年10月1日 東京市に編入 江戸川区 | 昭和18年7月1日 東京都江戸川区 | 昭和18年7月1日 東京都江戸川区 | 特別区制       | 江戸川区        | 江戸川区 |
|              | 瑞穂村         | 瑞穂村                      | 大正2年1月1日 瑞江村       | 大正2年1月1日 瑞江村       | 瑞江村               | 昭和7年10月1日 東京市に編入 江戸川区 | 昭和18年7月1日 東京都江戸川区 | 昭和18年7月1日 東京都江戸川区 | 特別区制       | 江戸川区        | 江戸川区 |
|              | 一之江村       | 一之江村                    | 大正2年1月1日 瑞江村       | 大正2年1月1日 瑞江村       | 瑞江村               | 昭和7年10月1日 東京市に編入 江戸川区 | 昭和18年7月1日 東京都江戸川区 | 昭和18年7月1日 東京都江戸川区 | 特別区制       | 江戸川区        | 江戸川区 |
|              | 葛西村         | 葛西村                      | 葛西村                     | 葛西村                     | 葛西村               | 昭和7年10月1日 東京市に編入 江戸川区 | 昭和18年7月1日 東京都江戸川区 | 昭和18年7月1日 東京都江戸川区 | 特別区制       | 江戸川区        | 江戸川区 |
|              | 鹿本村         | 鹿本村                      | 鹿本村                     | 鹿本村                     | 鹿本村               | 昭和7年10月1日 東京市に編入 江戸川区 | 昭和18年7月1日 東京都江戸川区 | 昭和18年7月1日 東京都江戸川区 | 特別区制       | 江戸川区        | 江戸川区 |
|              | 篠崎村         | 篠崎村                      | 篠崎村                     | 篠崎村                     | 篠崎村               | 昭和7年10月1日 東京市に編入 江戸川区 | 昭和18年7月1日 東京都江戸川区 | 昭和18年7月1日 東京都江戸川区 | 特別区制       | 江戸川区        | 江戸川区 |
|              | 亀戸村         | 明治33年7月19日 町制        | 亀戸町                     | 亀戸町                     | 亀戸町               | 昭和7年10月1日 東京市に編入 城東区   | 昭和18年7月1日 東京都城東区   | 昭和22年3月15日 東京都江東区  | 特別区制       | 江東区          | 江東区   |
|              | 大島村         | 明治33年7月19日 町制        | 大島町                     | 大島町                     | 大島町               | 昭和7年10月1日 東京市に編入 城東区   | 昭和18年7月1日 東京都城東区   | 昭和22年3月15日 東京都江東区  | 特別区制       | 江東区          | 江東区   |
|              | 砂村           | 砂村                        | 大正10年7月1日 町制        | 大正10年7月1日 町制        | 砂町                 | 昭和7年10月1日 東京市に編入 城東区   | 昭和18年7月1日 東京都城東区   | 昭和22年3月15日 東京都江東区  | 特別区制       | 江東区          | 江東区   |

## 行政
歴代郡長
特記なき場合『東京府史 行政篇 第1巻』による。
| 代 | 氏名       | 就任年月日                 | 退任年月日                 | 備考                             |
| -- | ---------- | -------------------------- | -------------------------- | -------------------------------- |
| 1  | 伊志田友方 | 明治11年（1878年）11月2日  | 明治18年（1885年）1月22日  | 明治14年（1881年）8月2日より兼任 |
| 2  | 黒部定能   | 明治18年（1885年）1月22日  | 明治19年（1886年）8月27日  |                                  |
| 3  | 山下政愛   | 明治19年（1886年）9月1日   | 明治20年（1887年）5月25日  |                                  |
| 4  | 藤井一虎   | 明治20年（1887年）5月25日  | 明治23年（1890年）11月7日  |                                  |
| 5  | 金田敬親   | 明治23年（1890年）11月7日  | 明治27年（1894年）4月13日  |                                  |
| 6  | 岩田士景   | 明治27年（1894年）4月13日  | 明治30年（1897年）3月2日   |                                  |
| 7  | 金井義質   | 明治30年（1897年）3月2日   | 明治31年（1898年）9月15日  |                                  |
| 8  | 早川嘉儀   | 明治31年（1898年）9月15日  | 明治32年（1899年）4月8日   |                                  |
| 9  | 佐々木基   | 明治32年（1899年）4月8日   | 明治33年（1900年）10月31日 |                                  |
| 10 | 宮川九郎   | 明治33年（1900年）11月6日  | 明治38年（1905年）10月11日 |                                  |
| 11 | 武市啓     | 明治38年（1905年）10月11日 | 明治42年（1909年）12月19日 | 在任中に死去                     |
| 12 | 鷲見金三郎 | 明治42年（1909年）12月23日 | 大正元年（1912年）12月28日 |                                  |
| 13 | 熊谷巌     | 大正元年（1912年）         | 大正3年（1914年）10月5日   |                                  |
| 14 | 井野次郎   | 大正3年（1914年）10月5日   | 大正5年（1916年）4月11日   |                                  |
| 15 | 玉井政助   | 大正5年（1916年）4月11日   | 大正7年（1918年）1月28日   |                                  |
| 16 | 岡田文秀   | 大正7年（1918年）1月28日   | 大正8年（1919年）11月17日  |                                  |
| 17 | 大島享蔵   | 大正8年（1919年）11月21日  | 大正12年（1923年）8月27日  |                                  |
| 18 | 青木春好   | 大正12年（1923年）8月27日  | 大正15年（1926年）6月30日  | 郡役所廃止により、廃官           |